# Nike Davies-Okundaye
Chief Nike Davies-Okundaye (Ogidi-Ijumu, Nigeria, 23 mei 1951) is een Nigeriaanse textielontwerpster, kunsticoon en filantroop. Ze staat wereldwijd bekend door haar inzet voor het behoud van traditionele Nigeriaanse weef- en verfmethoden.

## Persoonlijk leven
Tijdens haar jeugd leerde zij diverse traditionele ambachten van haar vader en overgrootmoeder. Toen ze zes jaar oud was, overleed haar moeder en een jaar later haar grootmoeder, waarna ze bij haar overgrootmoeder ging wonen in Osogbo, Nigeria. Van haar leerde ze het weven van traditionele stoffen en het maken van Adire Eleko (een traditionele Yaruba textiel-verftechniek). Van haar vader leerde ze borduren en leerbewerking.
Op haar veertiende werd ze uitgehuwelijkt aan een Nigeriaanse minister genaamd Twins Seven Seven. Hij had toen al vier vrouwen, die hij later zou uitbreiden tot negentien vrouwen. Vijftien jaar later scheidde ze van hem.
Nike heeft in totaal zes kinderen uit drie verschillende huwelijken. 

## Carrière
Davies-Okundaye's maakt in haar adire- en batik textielontwerpen gebruik van visuele thema's uit de Yoruba-geschiedenis en mythologie, evenals visuele thema's geïnspireerd op haar eigen levenservaringen en dromen. Zij gebruikt de plaatselijke folklore waar ze mee in aanraking kwam via avondverhalen verteld door de dorpsoudste. Deze verhalen gaan onder meer in op sociale kwesties rondom vrouwelijk lijden. Davies-Okundaye gebruikt figuren uit de Yoruba-mythologie om haar opvattingen over vrouwelijk lijden uit te drukken via haar batiks.
Omdat ze merkte dat de traditionele weef- en verfmethoden, die haar oorspronkelijke inspiratie vormden, aan het vervagen waren in Nigeria, zet Davies-Okundaye zich om deze eeuwenoude traditie in de Nigeriaanse cultuur nieuw leven in te blazen. Ze richtte kunstcentra waar jonge Nigerianen gratis cursussen kunnen volgen op het gebied van traditionele kunst en ambachten. Volgens haar is de traditionele kunst van Adire Eleko alleen van generatie op generatie over te brengen door middel van traditionele Nigeriaanse leermethodes. Volgens een interview met CNBC Africa heeft ze via haar kunstcentra meer dan drieduizend jonge Nigerianen gratis opgeleid en blijft ze veel armen helpen door hun bedrijven en kunstworkshops in Nigeria te financieren.
Adire - dat wat gebonden en geverfd is - komt oorspronkelijk uit de zuidwestelijke regio van Nigeria. Adire verwijst naar indigo-verf, en Eleko verwijst naar de techniek van gekookte cassave, kalk en aluin die wordt gebruikt om patronen te creëren. Adire-patroonmotieven werden traditioneel doorgegeven van moeder op dochter, en de ontwerpen zelf zijn vrijwel onveranderd gebleven in de loop der tijd. Er is een sterke neiging de verfrecepten en methoden geheim te houden voor nieuwsgierige buitenstaanders.

### Nike Centre for art and Culture
Davies-Okundaye is oprichter en directeur van het Nike Centre for art and Culture, dat kunstcentra heeft in Lagos, Oshogbo, Ogidi en Abuja. Deze kunstcentra bieden gratis training aan meer dan honderdvijftig jonge kunstenaars op het gebied van beeldende kunst, muziek en uitvoerende kunsten. Het centrum in Lagos heeft ook een eigen kunstgalerij en is met meer dan achtduizend kunstvoorwerpen de grootste kunstgalerij in privéeigendom in Nigeria.
De Nike centra zijn geen typische leerscholen, er is geen vastgesteld studieprogramma. Het zijn werkplaatsen waar Nigeriaanse kunstenaars en ambachtslieden hun vak uitoefenen, onder andere textielkunstenaars, schilders, beeldhouwers, dansers en drummers. Leerlingen beslissen zelf wat ze willen leren en kiezen een leraar binnen het kunstcentrum.

### Presentaties en prijzen
In 2004 werd Davies-Okundaye benoemd tot lid van het UNESCO-comité van het Nigeriaanse Intangible Cultural Heritage Project en Artiest in residentie aan de Universiteit van Californië. In 2007 werd ze uitgenodigd door de Harvard-universiteit in de Verenigde Staten om workshops en lezingen te geven over batik en de techniek van Adire-textielverwerking en Afrikaanse verftechnieken. Ze werd ook uitgenodigd door de Universiteit van Zuid-Florida in Tampa, om workshops en lezingen te geven bij de afdeling Vrouwenstudies en Kunstgeschiedenis, over batik en traditioneel Afrikaans textiel (Adire).

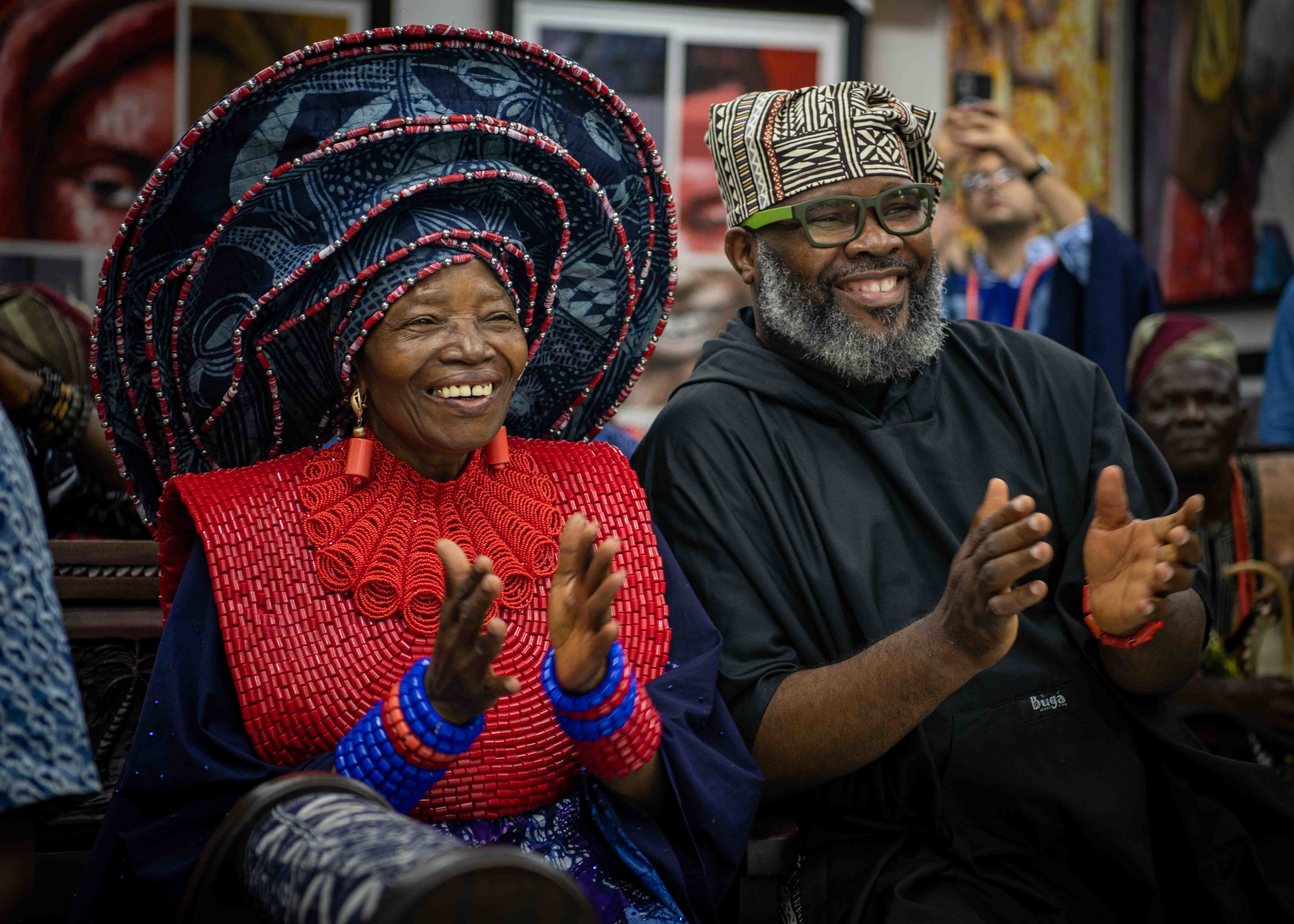
Nike Davies-Okundaye verwelkomt het U.S. Naval Forces Europe and Africa Band tijdens oefening Obangame Express 23

Davies-Okundaye werd gepresenteerd op CNN International's African Voices, dat Afrika's meest spraakmakende bekendheden laat zien en hun leven en passies verkent. Haar schilderij wordt permanent tentoongesteld in het Smithsonian Museum sinds 2012, en haar werk maakt ook deel uit van de collectie van de Gallery of African Art en de British Library in Londen en bij Johfrim Art and Design Studio. Werk van Davies-Okundaye werd opgenomen in de tentoonstelling I Am... Contemporary Women Artists of Africa dat in 2019 in het National Museum of African Art van het Smithsonian in Washington, D.C. te zien was. In april van datzelfde jaar werd haar een eredoctoraat toegekend door de Rhodes-universiteit tijdens een jaarlijkse afstudeerceremonie. Ze werd ook benoemd tot bestuurslid van het Federal Capital Territory of Nigeria Tourism Board in Abuja, Nigeria. Ze draagt de adellijke titels van de Yeye Oba van Ogidi-Ijumu en de Yeye Tasase van Oshogbo.
In 1981 won ze de Eerste Prijs Award op het South West Arts Festival in Washington DC. In 2006 ontving ze een van de hoogste Italiaanse nationale onderscheidingen van verdienste van de regering van de Republiek Italië als blijk van waardering voor haar inspanningen om kunst te gebruiken om de problemen van Nigeriaanse prostituees in Italië aan te pakken.
De CEPAN Foundation van Nigeria heeft Davies-Okundaye in 2009 een erepenning toegekend voor haar rol als Afrikaanse kunsticoon van het jaar, en de National Drug Law Enforcement Agency (NDLEA) van Nigeria heeft haar in 2010 een gouden erepenning toegekend als erkenning voor haar rol in de strijd voor een drugsvrije Nigeriaanse samenleving. Ze heeft haar internationale succes gebruikt om een culturele opleving in Nigeria te lanceren.